# Amarië
Amarië je izmišljen lik iz Tolkienove mitologije, serije knjig o Srednjem svetu britanskega pisatelja J. R. R. Tolkiena.
Je vilinka, nekdanja ljubezen Finroda Felagunda, vendar je ostala v Valinorju, ko se je Finrod vrnil v Srednji svet.